# Бі-Балан (дегестан)
Бі-Балан (перс. بی بالان) — дегестан в Ірані, у бахші Келачай, в шагрестані Рудсар остану Ґілян. За даними перепису 2006 року, його населення становило 12073 особи, які проживали у складі 3437 сімей.

## Населені пункти
До складу дегестану входять такі населені пункти:
- Аліабад
- Асґарабад
- Баґдешт
- Бала-Ґазаф-Руд
- Бала-Ламін-Джуб
- Бала-Новдег
- Бандбон-е-Ваджарґах
- Бі-Балан
- Біджар-Поште
- Боз-Кує
- Ґав-Маст
- Ґіламольк
- Дегкадег-Кодс
- Джур-Сара
- Дуґол-є-Сара
- Кандсар-е-Бі-Балан
- Лате
- Мазукале-Поште
- Марім-Дешт
- Наамат-Сара
- Паїн-Ламін-Джуб
- Реза-Махале
- Салім-Сара
- Сарсар
- Селякджан
- Сіях-Коле
- Тазеабад
- Фашколь-Поште
- Хана-Поштан
- Чомакестан